# 柯南vs基德 鯊魚和珠寶
《柯南vs基德 鯊魚和珠寶》，是名偵探柯南的第一部3D劇場版。

## 剧情简介
某日，美术馆馆长收到了一封来自怪盗基德预告函，上面写着“宝物我接收了”以及暗号。看到这些内容的柯南与小五郎、小兰、中森警部共同守护秘宝引發的事件........

## 登場人物
| 角色       | 日本       |
| ---------- | ---------- |
| 江戶川柯南 | 高山南     |
| 毛利蘭     | 山崎和佳奈 |
| 毛利小五郎 | 神谷明     |
| 怪盗基德   | 山口勝平   |

## 工作人員
- 原作：青山剛昌
- 主題曲: Dream×Dream(收藏於愛内里菜的第16張單曲專輯 Dream×Dream裏)
  - 演唱者: 愛内里菜／GIZA studio
- 监督：佐藤真人
- 演出：山本泰一郎
- 剧本：古内一成
- 音楽：大野克夫
- 音響監督：井澤基
- 音響効果：横山正和
- 音響制作：AUDIO PLANNING U
- 編集：岡田輝満
- 製作：讀賣電視台、TMS Entertainment
- 企劃：諏訪道彥
- 總製片人：諏訪道彥、吉岡昌仁

## 外部連結
- （日語）柯南vs基德 鯊魚和珠寶網站 （页面存档备份，存于）